# Escocell

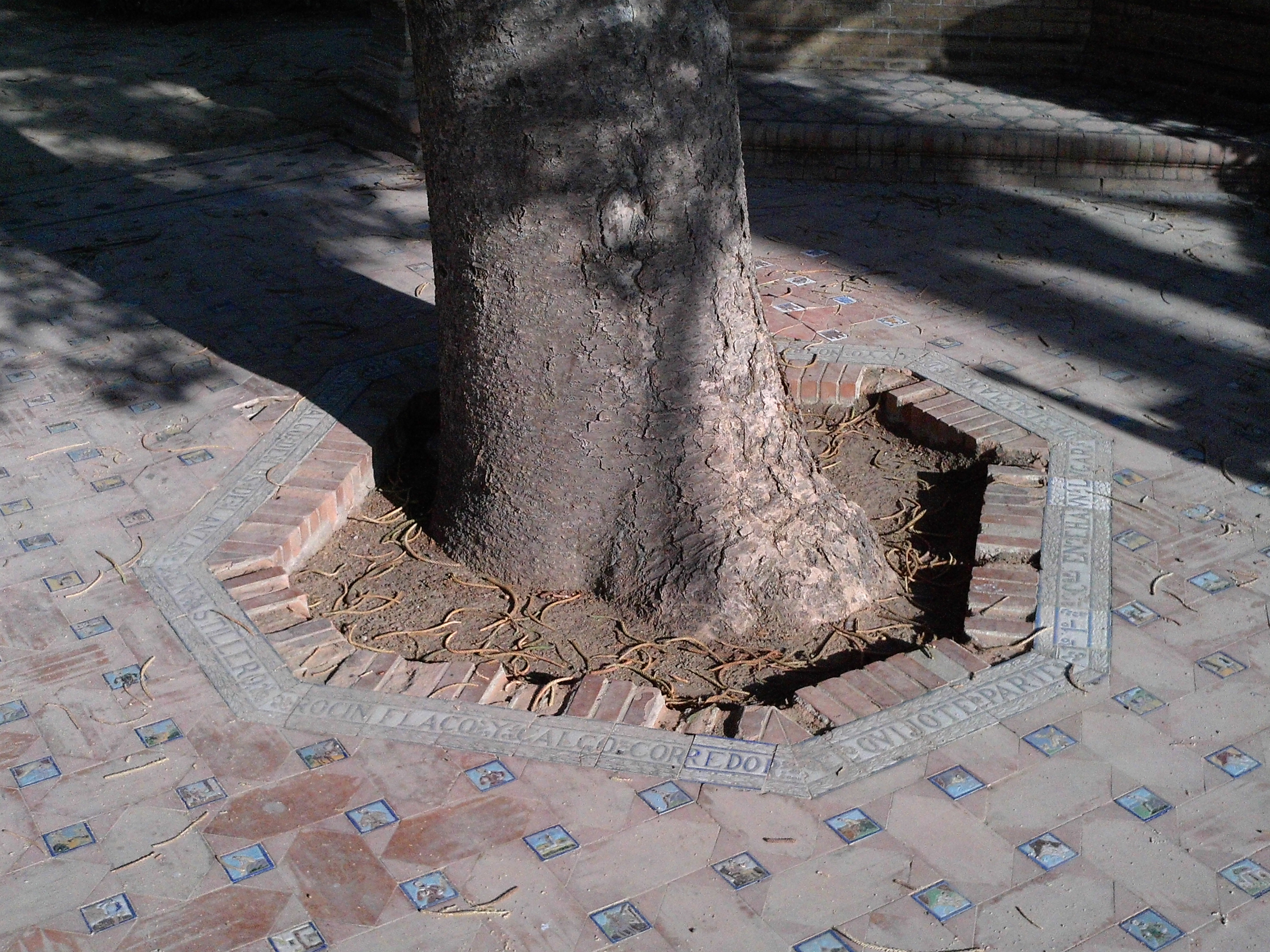
Escocell urbà.

En agricultura i jardineria un escocell o una garangola és el clot practicat al peu d'un arbre o arbust per tal de recollir l'aigua de pluja o facilitar les regades. També permet afegir adob evitant que es disperse. En ambients rurals i terrenys anivellats la forma més típica adopta la forma d'un sot circular que envolta la soca de l'arbre a un nivell més baix que el de l'entorn. Al País Valencià, es denomina cércol el mateix element, però utilitzat amb la finalitat contrària: per a evitar el contacte directe de l'aigua de reg amb la soca i així dificultar l'extensió de malalties del peu.
L'escocell també pot consistir en un monticle de terra, més alt que el voltant, amb un clot a l'interior. Una tercera forma incorpora elements i materials auxiliars (pedres grosses, lloses, totxos, fustes o similars) per a formar una mena de caixa que envolta la soca.

## Escocells urbans
Els arbres plantats en les voreres i places de les ciutats han d'ocupar espais protegits amb superfícies dures, generalment impermeables i compactes. Els escocells urbans —que poden adoptar formes molt diferents— permeten la vida i creixement de l'arbre i la seva incorporació a la comunitat. Des de fa molts anys han estat incorporats a la jardineria urbana.

### Elements de protecció
Algunes variants d'escocells poden representar un cert perill. Un exemple típic és el d'un escocell quadrat de grans dimensions amb un gran desnivell respecte de la vorera que l'envolta. Una persona despistada pot prendre mal si no para compte i trepitja la vora de l'escocell.
Els elements de protecció permeten pal·liar, en part, les possibilitats d'accidents. El nom d'aquests elements és el mateix que el dels clots que protegeixen: escocell.
Hi ha tota mena d'escocells protectors: quadrats, circulars, de formigó, de reixa metàllica, de ferro colat, d'alumini... Generalment es disposen al mateix nivell que la vorera o l'espai del voltant.

## Termes derivats
El verb escocellar significa fer escocells. Tradicionalment aplicable a la vinya i els ceps. L’aixada específica per a escocellar s'anomena escocellera.